# Leipziger Lyrikbibliothek
Die Leipziger Lyrikbibliothek ist eine Spezialbibliothek für zeitgenössische Poesie mit ausschließlichem Präsenzbestand.
Sie wurde ursprünglich 1994 von Gerhard Oberlin, dem Gründer der Gesellschaft für zeitgenössische Lyrik e.V., in Tübingen eingerichtet und folgte 1997 nach mehrjähriger Einlagerung dem Umzug des betreuenden Vereins nach Leipzig. Untergebracht ist sie heute in der Stadtbibliothek Leipzig. Die Sammlung umfasst etwa 7500 Medien, darunter Gedichtbände, Anthologien, poetologische Schriften und Hörbücher. Außerdem führt sie bekanntere und weniger bekannte literarische Zeitschriften, darunter einige mit sehr kleiner Auflage. Neue Medien kommen zumeist aus Buchspenden oder Autorennachlässen.